# Bembidion gilvipes
Bembidion gilvipes es una especie de escarabajo del género Bembidion, familia Carabidae. Fue descrita científicamente por Sturm en 1825.
Habita en Albania, Austria, Bielorrusia, Bélgica, Chequia, Dinamarca, Estonia, Finlandia, Francia, Alemania, Gran Bretaña, Hungría, Irlanda, Letonia, Lituania, Países Bajos, Noruega, Polonia, Rusia, Eslovaquia y Suecia.